# 존 스터지스
존 스터지스(John Sturges, 1910년 1월 3일 ~ 1992년 8월 18일)는 미국의 영화 감독이다.

## 출연 작품
- 스티브 맥퀸: 더 맨 앤 르망 (2015년)